# Ackermann (Familienname)

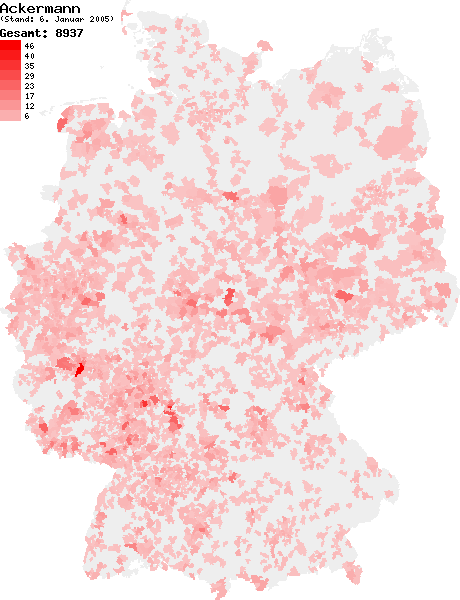
Verteilung des Nachnamens Ackermann in Deutschland.

Ackermann ist ein deutscher Familienname.

## Herkunft und Bedeutung
Der Name ist eine veraltete deutsche Bezeichnung für einen Hufner.

## Namensträger

### A
- Adolf Ackermann (Adolph Ackerman; 1871–1950), deutsch-US-amerikanischer Theologe und Hochschullehrer
- Albert Ackermann (Unternehmer, 1882) (1882–1954), deutscher Unternehmer
- Albert Ackermann (Unternehmer, 1934) (1934–2013), deutscher Unternehmer und Politiker (CDU)
- Albin Ackermann (1826–1903), deutscher Verleger und Buchhändler
- Alexander Ackermann (Architekt) (1884–1970), deutscher Architekt
- Alexander Ackermann (* 1993), deutscher Eishockeyspieler
- Alfred Ackermann (1907–1997), Schweizer Politiker (FDP) und Unternehmer
- Alfred Ackermann-Teubner (1857–1941), deutscher Verleger und Buchhändler
- Andreas Ackermann (1946–2024), deutscher Politiker (SPD)
- Anna Ackermann (1872–1955), deutsche Politikerin (DNVP)
- Annemarie Ackermann (1913–1994), deutsche Politikerin (CDU)
- Anton Ackermann (eigentlich Eugen Hanisch; 1905–1973), deutscher Politiker (SED)
- Antonie Jacobus Ackermann (1836–1914), niederländischer Pianist, Organist, Musikpädagoge und Komponist
- Arne Ackermann (* 1965), deutscher Slawist und Bibliothekar
- Aron Ackermann (1867–1912), deutscher Rabbiner und Schriftsteller
- August Ackermann (1883–1968), Schweizer Pfarrer und Schriftsteller

### C
- Carl Ackermann (1790–1859), deutscher Verleger
- Carl August Ackermann (1829–1913), deutscher Polizeirat und Herausgeber
- Charlotte Ackermann (1757–1775), deutsche Schauspielerin
- Christian Ackermann († 1710), deutscher Holzschnitzer und Bildhauer
- Christina Ackermann (* 1990), deutsche Skirennläuferin
- Colin Ackermann (* 1991), südafrikanisch-niederländischer Cricketspieler
- Conrad August Ackermann (1791–1861), deutscher Jurist, Schriftsteller und Freimaurer
- Constantin Ackermann (1799–1877), deutscher Geistlicher
- Curt Ackermann (1905–1988), deutscher Schauspieler

### D
- Dankwart Ackermann (1878–1965), deutscher Mediziner und Hochschullehrer
- Dawie Ackermann (1930–1970), südafrikanischer Rugby-Union-Spieler
- Detlef Schmiechen-Ackermann (* 1955), deutscher Historiker und Hochschullehrer
- Dieter Ackermann (1932–1985), deutscher Theologe
- Dominikus Ackermann (1779–1836), deutscher Schnitzer
- Dorothea Ackermann (1752–1821), deutsche Schauspielerin

### E
- Eberhard Ackermann (* 1933), deutscher Ökonom
- Eduard Ackermann (Rechtsanwalt) (1885–1950), deutscher Rechtsanwalt und Justitiar
- Eduard Ackermann (Beamter) (1928–2015), deutscher Politiker (CDU)
- Elisabeth Ackermann (Diakonisse) (1905–1995), deutsche Diakonisse
- Elisabeth Ackermann, früherer Ehename von Elisabeth Furtwängler (1910–2013), deutsche Schriftstellerin
- Elisabeth Ackermann (Schauspielerin) (* 1938), deutsche Schauspielerin
- Elisabeth Ackermann (Politikerin) (* 1963), Schweizer Politikerin (Grüne)
- Else Ackermann (1933–2019), deutsche Ärztin, Hochschullehrerin und Politikerin (CDU)
- Emil Ackermann (1896–1982), Schweizer Musiker
- Erhard Ackermann (1813–1880), deutscher Steinmetz
- Erich Ackermann (1900–1983), deutscher Verleger und Buchhändler
- Ernst Ackermann (Beamter) (1875–1951), deutscher Eisenbahningenieur und Ministerialbeamter
- Ernst Ackermann (Statistiker) (1886–1978), Schweizer Statistiker
- Ernst Ackermann (Geologe) (1906–2003), deutscher Geologe
- Ernst Christian Wilhelm Ackermann (1761–1835), deutscher Staatsbeamter und Schriftsteller
- Ernst Wilhelm Ackermann (1821–1846), deutscher Dichter
- Evelyne Ackermann (* 1991), Schweizer Unihockeyspielerin

### F
- Felix Ackermann (* 1978), deutscher Kulturwissenschafter und Historiker
- Franz Ackermann (Jurist) (1778–1837), badischer Oberamtmann
- Franz Ackermann (Maler) (* 1963), deutscher Maler
- Friedhelm Ackermann (Friedrich Wilhelm Ackermann; 1934–2005), deutscher Bankmanager und Heimatforscher
- Friedrich Ackermann (Richter) (1799–1866), deutscher Richter und Parlamentarier
- Friedrich Ackermann (Unternehmer) (1818–1870), deutscher Unternehmer, Gründer der Zwirnerei Ackermann
- Friedrich Ackermann (Politiker, 1866) (1866–1931), deutscher Kommunalpolitiker, Oberbürgermeister von Stettin
- Friedrich Ackermann (Politiker, 1876) (1876–1949), deutscher Politiker (SPD)
- Friedrich Ackermann (Agrarwissenschaftler) (1901–nach 1977), deutscher Agrarwissenschaftler und Unternehmer
- Friedrich Ackermann (Geodät) (auch Fritz Ackermann; 1929–2021), deutscher Geodät und Hochschullehrer
- Friedrich Adolf Ackermann (1837–1903), deutscher Buchhändler, Autor und Verleger
- Friedrich Wilhelm Georg Ackermann (1767–1836), deutscher Verwaltungsjurist und Bürgermeister von Bützow
- Fritz Ackermann (Ingenieur) (1867/1868–1959), Schweizer Brückenbauingenieur
- Fritz Ackermann (Lusitanist) (1898–nach 1960), deutscher Literaturwissenschaftler und Übersetzer

### G
- Gerhard Ackermann (Chemiker) (1922–2004), deutscher Chemiker und Hochschullehrer
- Gerhard Ackermann (1930–2021), deutscher Kernenergietechniker und Hochschulrektor
- Georg Ackermann (Bürgermeister) (1603–1680), Bürgermeister der Stadt Kroppenstedt
- Georg Ackermann (Politiker) (1897–1964), deutscher Politiker (SPD)
- Georg Ackermann (Leichtathlet) (* 1972), deutscher Leichtathlet
- Georg Kahn-Ackermann (1918–2008), deutscher Journalist und Politiker (SPD)
- Georg Christian Benedikt Ackermann (1763–1833), deutscher Theologe, Pfarrer und Pädagoge
- Gottfried Ackermann (*  1951), deutscher Violinist
- Günter Ackermann (* 1940), deutscher Fotograf
- Gustav Adolph Ackermann (1791–1872), deutscher Verwaltungsjurist
- Guy Ackermann (* 1933), Schweizer Journalist

### H
- Hannah Ackermann (1881–1962), deutsche Politikerin
- Hannes Ackermann (* 1990), deutscher Motocrossfahrer
- Hans Ackermann (Dichter) (Johannes Ackermann; vor 1538–nach 1545), deutscher Schriftsteller
- Hans Ackermann (Jurist) (1908–1995), deutscher Jurist, Richter und Funktionär des Deutschen Alpenvereins
- Hans Ackermann (Fußballspieler) (* 1928), deutscher Fußballspieler
- Hans Ackermann (Physiker) (1935–2023), deutscher Physiker
- Hans Christoph Ackermann (* 1942), deutscher Kunsthistoriker
- Hans-Josef Ackermann (* 1945), deutscher Fußballspieler
- Hans-Wolfgang Ackermann (1936–2017), deutscher Virologe und Mikrobiologe
- Harald Ackermann (1810–1873), deutscher Mediziner
- Hary Ackermann (1922/1923–2014), luxemburgischer Radrennfahrer und Politiker
- Heide Ackermann (* 1943), deutsche Schauspielerin
- Heinrich Ackermann, Pseudonym von Hans F. K. Günther (1891–1968), deutscher Rassentheoretiker
- Heinz Ackermann (1921–1986), deutscher Biologe
- Heinz-Josef Ackermann (* 1945), deutscher Fußballspieler
- Helmut Ackermann (1936–2017), deutscher Grafiker und Maler
- Henriette Ackermann (1887–1977), deutsche Politikerin (SPD, USPD)
- Hermann Ackermann (Pfarrer) (Carl Friedrich Hermann Ackermann; 1903–1991), deutscher Pfarrer und Theologe
- Hermann Ackermann (Mediziner) (* 1954), deutscher Neurologe und Hochschullehrer
- Horst Ackermann (Komponist) (1924–2015), deutscher Komponist
- Horst Ackermann, Geburtsname von Horst Hoof (* 1978), deutscher Hörfunkmoderator

### J
- Jacob Fidelis Ackermann (1765–1815), deutscher Mediziner und Botaniker
- Jakob Ackermann (1873–1938), deutscher Pflanzenzüchter
- James S. Ackermann, britischer Kunsthistoriker
- Jens Ackermann (*  1975), deutscher Politiker (FDP)
- Jessie Ackermann (1857–1951), US-amerikanische Frauenrechtlerin, Journalistin und Schriftstellerin
- Johan Ackermann (* 1970), südafrikanischer Rugby-Union-Spieler
- Johann Ackermann (um 1350–1414), deutscher Dichter, siehe Johannes von Tepl
- Johann Ackermann (Musiker) (1836–1918), deutscher Violinist
- Johann Ackermann (Triathlet) (* 1984), deutscher Triathlet
- Johann Adam Ackermann (1780–1853), deutscher Maler
- Johann Baptist Ackermann (1870–1958), Schweizer römisch-katholischer Pfarrer und Lokalhistoriker
- Johann Carl Heinrich Ackermann (1765–1810), sächsischer Amts-, Stadt- und Landphysikus
- Johann Christian Gottlieb Ackermann (1756–1801), deutscher Arzt und Herausgeber medizinischer Schriften
- Johann Friedrich Ackermann (1726–1804), deutscher Mediziner und Hochschullehrer
- Johann Georg Ackermann (1805–1869), Politiker Freie Stadt Frankfurt
- Johannes Ackermann (vor 1538–nach 1545), deutscher Schriftsteller, siehe Hans Ackermann (Dichter)
- Josef Ackermann (Journalist) (1896–1959), deutscher Journalist
- Josef Ackermann (SA-Mitglied) (1905–1997), deutscher Kaufmann, SA-Führer und Politiker (NSDAP), MdR
- Josef Ackermann (Historiker) (* 1935), deutscher Historiker und Publizist
- Josef Ackermann (* 1948), Schweizer Bankmanager
- Joseph Ackermann (1901–1987), Schweizer Politiker (CSP)
- Jürg-Beat Ackermann (* 1962), Schweizer Rechtswissenschaftler
- Jürgen Ackermann (* 1936), deutscher Ingenieur und Hochschullehrer

### K
- Karl Ackermann (Naturforscher) (1841–1903), deutscher Lehrer und Naturforscher
- Karl Ackermann (Maler) (1867–1895), deutscher Maler
- Karl Ackermann (Architekt) (1898?–1938), deutscher Architekt
- Karl Ackermann (Physiker) (1904–1964), deutscher Physiker
- Karl Ackermann (Verleger) (1908–1996), deutscher Journalist und Verleger
- Karl David Ackermann (1751–1796), deutscher Schauspieler
- Karl-Ernst Ackermann (* 1945), deutscher Erziehungswissenschaftler
- Karl-Friedrich Ackermann (* 1938), deutscher Wirtschaftswissenschaftler und Unternehmensberater
- Karl Gustav Ackermann (1820–1901), deutscher Politiker
- Karl-Heinz Ackermann (1948–2015), deutscher Generalmajor
- Kathrin Ackermann (* 1938), deutsche Schauspielerin
- Klaus Ackermann (* 1946), deutscher Fußballspieler
- Konrad Ackermann (1935–2022), deutscher Historiker
- Konrad Ernst Ackermann (1712–1771), deutscher Schauspieler
- Kurt Ackermann (Architekt) (1928–2014), deutscher Architekt
- Kurt Ackermann (Schauspieler) (1932–2017), deutscher Schauspieler
- Kurt Ackermann (Bauingenieur) (1934–2013), deutscher Bauingenieur

### L
- Lea Ackermann (1937–2023), deutsche Ordensschwester
- Leo Ackermann (1853–1907), deutscher Schauspieler und Regisseur
- Leonore Ackermann (* 1936), deutsche Politikerin (Bündnis 90/Die Grünen)
- Leopold Ackermann (1771–1831), österreichischer Theologe
- Lilly Ackermann (1891–1976), deutsche Schauspielerin und Schauspiellehrerin
- Louise-Victorine Ackermann (1813–1890), französische Schriftstellerin
- Lourens Ackermann (1934–2024), südafrikanischer Jurist und Richter
- Luc Ackermann (* 1998), deutscher Motocrossfahrer
- Ludwig Ackermann (1826–nach 1891), fränkischer Landwirt, Bäcker und Politiker
- Lutz Ackermann (Bildhauer) (*  1941), deutscher Bildhauer
- Lutz Ackermann (Moderator) (*  1945), deutscher Hörfunk- und TV-Moderator
- Lutz Ackermann (Chemiker) (*  1972), deutscher Wissenschaftler der organischen Chemie
- Lutz Ackermann (Journalist) (*  1977), deutscher Fernsehjournalist

### M
- Manfred Ackermann (Politiker) (1898–1991), österreichischer Politiker (SDAP) und Gewerkschaftsfunktionär
- Manfred Ackermann (Handballspieler), deutscher Handballspieler
- Manfred Ackermann (Sänger), deutscher Sänger (Bass, Bariton)
- Marcus Ackermann (* 1966), deutscher Wirtschaftsmanager und Basketballspieler
- Marion Ackermann (*  1965), deutsche Kunsthistorikerin und Museumsdirektorin
- Martin Ackermann (* 1971), Schweizer Biologe und Hochschullehrer
- Mathias Ackermann (* 1951), Schweizer Veterinärmediziner
- Matthäus Ackermann (1544–1606), deutscher Beamter
- Maud Ackermann (* 1965), deutsche Synchronsprecherin
- Max Ackermann (1887–1975), deutscher Maler und Grafiker
- Michael Kahn-Ackermann (* 1946), deutscher Sinologe

### N
- Natalie Ackermann (* 1980), deutsche Schauspielerin und Model
- Niels Ackermann (* 1987), Schweizer Fotograf
- Norman Ackermann (* 1983), deutscher Fechter

### O
- Oskar Ackermann (1836–1913), deutscher Theologe
- Otto Ackermann (General) (1851–??), deutscher Generalleutnant
- Otto Ackermann (Kunsthändler) (1867/1871–1963), Schweizer Kunsthändler
- Otto Ackermann (Maler) (1872–1953), deutscher Maler
- Otto Ackermann (Dirigent) (1909–1960), Schweizer Dirigent
- Otto Ackermann (Germanist), deutscher Literaturwissenschaftler
- Otto Ackermann (Altphilologe) (* 1945), Schweizer Altphilologe und Heimatforscher
- Otto Ackermann-Pasegg (1882–1959), deutscher Maler
- Otto Heinrich Rudolf Emil Dankwart Ackermann (1878–1965), deutscher Biochemiker, siehe Dankwart Ackermann

### P
- Pascal Ackermann (* 1994), deutscher Radrennfahrer
- Paul Ackermann (Sprachwissenschaftler) (1812–1846), französischer Sprachwissenschaftler und Schriftsteller
- Paul Ackermann (Politikwissenschaftler) (* 1939), deutscher Politikwissenschaftler
- Peter Ackermann (1934–2007), deutscher Maler
- Peter Ackermann (Japanologe) (* 1947), Schweizer Japanologe, Musikethnologe und Hochschullehrer
- Peter R. Ackermann (* 1939), deutscher Rechtsanwalt und Unternehmer
- Philipp Ackermann (* 1965), deutscher Diplomat
- Pia Ackermann (* 1988), Schweizer Politikerin (SP)
- Placidus Ackermann (1765–1842), Schweizer Benediktiner, Abt von Mariastein

### R
- Rainer Ackermann (Regisseur) (* 1946), deutscher Dokumentarfilmregisseur und -produzent
- Rainer Ackermann (Fußballspieler) (* 1957), deutscher Fußballspieler
- Ralf Ackermann (* 1958), deutscher Feuerwehrmann und Verbandsfunktionär
- Reiner Ackermann (*  1958), deutscher Fußballspieler
- Renate Ackermann (Regisseurin), deutsche Opernregisseurin und Hochschullehrerin
- Renate Ackermann (Politikerin) (* 1952), deutsche Politikerin (Bündnis 90/Die Grünen)
- Renate Ackermann (Bildhauerin) (* 1953), deutsche Bildhauerin
- Richard Ackermann (Anglist) (1858–1925), deutscher Anglist
- Richard Ackermann (Admiral) (1869–1930), deutscher Konteradmiral
- Richard Ackermann (Maler) (1892–1968), deutscher Maler und Zeichner
- Rita Ackermann (* 1968), ungarisch-amerikanische Künstlerin
- Robert Ackermann (1894–1963), Schweizer Militär
- Rolf Ackermann (Kriminalist) (1934–2024), deutscher Jurist und Kriminalist
- Rolf Ackermann (Mediziner) (1941–2015), deutscher Urologe und Hochschullehrer
- Rolf Ackermann (Fußballspieler) (* 1947), deutscher Fußballspieler
- Rolf Ackermann (Schriftsteller) (1952–2016), deutscher Journalist und Schriftsteller
- Ronny Ackermann (*  1977), deutscher Nordischer Kombinierer
- Rosemarie Ackermann (*  1952), deutsche Leichtathletin
- Rudolf Ackermann (Künstler, 1887) (1887–1956), deutscher Maler
- Rudolf Ackermann (Schwerathlet), deutscher Schwerathlet
- Rudolf Ackermann (Mediziner) (1921–2013), deutscher Neurologe und Virologe
- Rudolf Ackermann (Künstler, 1936) (* 1936), deutscher Maler, Grafiker und Bildhauer
- Rudolf Werner Ackermann (1908–1982), deutscher Maler
- Rudolph Ackermann (auch Rudolf Ackermann; 1764–1834), deutsch-britischer Buchhändler, Lithograf und Erfinder
- Ruth Ackermann (* 1960), Schweizer Politikerin (Die Mitte)

### S
- Samuel Ackermann (* 1981), Schweizer Schauspieler
- Silke Ackermann (* 1961), deutsch-britische Wissenschaftshistorikerin
- Silvère Ackermann (* 1984), Schweizer Radrennfahrer
- Sofie Ackermann (geb. Sofie Charlotte Tschorn; 1760–1815), deutsche Schauspielerin
- Sophie Charlotte Ackermann (1714–1792), deutsche Schauspielerin
- Steffi Ackermann (* 1975), deutsche Filmproduzentin und Drehbuchautorin
- Stephan Ackermann (*  1963), deutscher Geistlicher, Bischof von Trier
- Stephan Ackermann (Politiker) (*  1973), Schweizer Politiker (Grüne)

### T
- Theodor Ackermann (Mediziner) (1825–1896), deutscher Pathologe
- Theodor Ackermann (Verleger) (1827–1911), deutscher Verleger
- Theodor Ackermann (Chemiker) (1925–2004), deutscher Chemiker
- Thomas Ackermann (Bauingenieur) (* 1959), deutscher Bauingenieur und Hochschullehrer
- Thomas Ackermann (Jurist) (* 1966), deutscher Jurist und Hochschullehrer
- Thomas Ackermann (Politiker) (* 1967), deutscher Politiker (Bündnis 90/Die Grünen)
- Tobias Ackermann (1656–1722), deutscher Ordensgeistlicher, Abt von Heinrichau
- Trude Ackermann (1924–2018), österreichische Schauspielerin

### U
- Ueli Ackermann (* 1957), Schweizer Kabarettist, Autor, Regisseur und Lehrer
- Ulla Ackermann (* 1950), deutsche Reisejournalistin
- Ulrich Ackermann (* 1947), Schweizer Fotograf
- Ulrike Ackermann (*  1957), deutsche Sozialforscherin und Journalistin
- Ursula Ackermann-Liebrich (* 1943), Schweizer Medizinerin und Hochschullehrerin
- Uwe Ackermann (*  1960), deutscher Leichtathlet

### W
- Walter Ackermann (Schauspieler) (1881–1938), US-amerikanischer Schauspieler
- Walter Ackermann (Pädagoge) (1889–1978), deutscher Pädagoge
- Walter Ackermann (Politiker) (1890–1969), Schweizer Politiker
- Walter Ackermann (Schriftsteller) (1903–1939), Schweizer Pilot und Schriftsteller
- Werner Ackermann (1892–1982), deutschsprachiger Schriftsteller
- Werner Ackermann (Fußballspieler) (1923–1995), deutscher Fußballspieler
- Wilhelm Ackermann (Pfarrer) (1758–1825), sächsischer Oberpfarrer und Schulinspektor
- Wilhelm Ackermann (Fotograf) (1867–1937), deutscher Fotograf
- Wilhelm Ackermann (Journalist) (1887–1959), deutscher Journalist
- Wilhelm Ackermann (Mathematiker) (1896–1962), deutscher Mathematiker
- Wilhelm August Ackermann (1793–1865), deutscher Pädagoge, Bibliothekar und Kunsthistoriker
- Wilhelm Heinrich Ackermann (1789–1848), deutscher Pädagoge
- Wilhelm Paul Ackermann (1914–2002), deutsch-schwedischer Heilpraktiker und Arzt
- Willy Ackermann (1896–1973), Schweizer Schauspieler
- Wolfgang Ackermann (* 1945), deutscher Fußballspieler